# René-Édouard Claparède
Jean Louis René Antoine Édouard Claparède, född 24 april 1832, död 31 maj 1871, var en belgisk zoolog, verksam i Schweiz.
Claparède blev professor i jämförande anatomi i Genève 1862. Han har i sina skrifter främst behandlat infusionsdjur, rotfotingar och maskar. Bland hans arbeten märks Études sur les infusoires et les rhizopodes (1858-60), Recherches anatomiques sur les oligochètes (1862) och Les Annélides chétopodes du golfe de Naples (1868-71).